# Ки, Роберт
Роберт Уильям Тревор Ки (англ. Robert William Trevor Key, род. 12 мая 1979, East Dulwich) — английский спортивный комментатор и бывший игрок в крикет. Он представлял крикетный клуб графства Кент и является бывшим членом сборной Англии в тестовых матчах и однодневных международных матчах.
Будучи праворуким открывающим бэтсменом, Ки выступал в разных возрастных группах за команду «Кент» с одиннадцати лет, продвигаясь вверх до дебюта в первом классе крикета в 1998 году. Он восемь раз выступал в первом классе и 4 раза в Списке А за молодёжную сборную Англии и был членом команды, выигравшей в 1998 году Кубок мира по крикету среди юношей до 19 лет. В 1999 году, после сезона, в котором он набрал большое количество очков, Ки был вызван в сборную Ингленд А.
После травмы Маркуса Трескотика, Ки дебютировал в тестах против Индии в 2002 году. Он совершил турне по Австралии во время серии «Эшс» 2002/03 годов, где оправдал себя, опередив более опытного игрока. Его дебют в однодневных международных турнирах состоялся в 2003 году против Зимбабве, однако вскоре после этого он был исключён из обоих составов. Травма Марка Батчера позволила Ки вернуться в состав сборной Англии на серию против Вест-Индии в 2004 году. В первом матче серии он набрал свою первую сотню очков в тестах, а позже в первом классе он набрал 221 очко. Это выступление, а также 93 очка, которые он набрал в третьем тесте, позволили ему стать одним из пяти крикетистов года по версии журнала Wisden. Последние тестовые матчи Ки провел во время тура Англии в Южную Африку в 2004/05 годах, где ему удалось набрать 152 очка, и, несмотря на возвращение в 2009 году во время ICC World Twenty20, он оставался на задворках отбора.
Ки стал капитаном команды «Кент» по окончании сезона английского крикета 2006 года после отставки Дэвида Фултона. Он привёл «Кент» к титулу чемпиона второго дивизиона чемпионата графства в 2010 году, двум выходам в финал Кубка Twenty20 и финалу Friends Provident Trophy. Он ушёл в отставку с поста капитана «Кента» по окончании английского крикетного сезона 2012 года, и капитаном клуба стал Джеймс Тредвелл. У Ки был всего один сезон отдыха от капитанской должности, так как Тредвелл затем сам ушёл в отставку, а Ки был назначен вместо него и был капитаном команды графства ещё два года до конца сезона 2015 года.
Ки был постоянным комментатором на телеканале Sky Sports TV, освещающим крикет, ещё будучи игроком команды «Кент». Его также можно увидеть в качестве студийного комментатора на телеканале во время освещения международных туров в Англии в межсезонье.
В апреле 2016 года Ки объявил о своём уходе из всех видов крикета.

## Детство и личная жизнь
Роберт Ки родился в Восточном Далвиче (Лондон), в семье Тревора и Линн Ки. Ки рос в спортивной семье: его мать играла за женскую команду Кента по крикету, отец играл в клубный крикет в Дерби, а сестра Элизабет играла за команду младшей школы, где однажды сделала хет-трик. Сам Ки был увлечённым спортсменом; он также играл в теннис за команду Кента.
Он учился в начальной школе Уорсли-Бридж, где школа выиграла Кубок района Бромли и Кубок Кента по крикету. Его выступления привели к тому, что он был включен в состав юношеской команды округа до одиннадцати лет, после чего Алан Илхэм, тренер молодёжной команды крикетного клуба округа Кент, стал его наставником. Позже он посещал школу Колф в Ли (Лондон), и школу для мальчиков Лэнгли-Парк в Бекенхеме, где сдал десять экзаменов GCSE.
Ки часто критиковали за его вес, и в начале своей карьеры он весил 16 стоунов (около 102 кг), пока Алек Стюарт не посоветовал ему «держать ухо востро». Сам Ки сказал по этому поводу: «Я никогда не буду самым атлетически выглядящим парнем, но я чертовски подтянут по сравнению с тем, каким я был в 19 или 20 лет».
Ки женат на Флёр, с которой у него есть дочь Аалия и сын Харрисон.

## Молодость и ранняя карьера
Ки сыграл свои первые матчи во втором чемпионате XI за команду Кента в 1995 году в возрасте шестнадцати лет. Он оставался постоянным игроком команды второго чемпионата на протяжении всего сезона 1996 года и первой половины сезона 1997 года. К тому времени он сделал две своих первых сотни за команду Кента: Нот-аут 146 очков против второй команды Эссекса и нот-аут 139 против второй команды Гламоргана.
После этих выступлений Ки вошёл в состав молодёжной сборной Англии (до 17 лет) для участия в Международном юношеском турнире, который проходил на Бермудах. Растущая репутация Ки как бэтсмена значительно укрепилась благодаря его выступлениям на этом турнире, где он занял второе место среди всех участников турнира, набрав 184 пробежки при среднем показателе 48. Выступления Ки помогли Англии выиграть турнир; она опередила юношескую сборную Ирландии на одно очко.
Ки вернулся в Англию, чтобы провести два матча со второй командой «Кента», а затем присоединился к юношеской сборной Англии (до 19 лет) для участия в серии молодёжных тестов против юношеской команды Зимбабве. В серии из трёх тестов Ки сделал две полсотни, и получил место в составе команды для участия в Кубке мира по крикету среди юношей до 19 лет 1998 года в Южной Африке. Играя в верхней части команды, Ки набрал в общей сложности 206 очков, благодаря чему Англия выиграла турнир, а его лучшее выступление пришлось на поражение от Индии, где Ки набрал 57 очков.
После дебюта в первом классе крикета против команды «Мидлсекс» в начале сезона 1998 года, в котором Ки набрал 15 очков, он провёл почти полный сезон. Свою первую сотню в первом классе он записал на свой счёт в игре против Дарема, заработав 101 очко в победном иннинге. Он добавил вторую сотню (115) в игре против Ноттингемшира, после чего вернулся в состав юношеской сборной Англии до 19 лет для участия в серии против сборной Пакистана. В однодневной серии ему пришлось нелегко, он набрал всего 36 очков в трёх матчах, но в итоге стал лучшим бомбардиром молодёжных тестов, набрав 377 очков при среднем показателе 62,83.

## Отечественная карьера
Сезон 1999 года начался для Ки с вызова в сборную Ингленд А для участия в турне по Зимбабве, которое проходило в январе и феврале. На протяжении пяти матчей тура он боролся за количество пробежек, не сумев перевалить за 26 ни в одной из подач. Всего за календарный год Ки набрал одну сотню — 125 против Сомерсета, и закончил год с 1309 пробежками во всех соревнованиях. Сезон 2000 года оказался ещё более разочаровывающим: всего 700 пробежек при среднем показателе менее 20.
В сезоне 2001 года Ки выступил лучше, он сделал четыре сотни в первом классе, в том числе один — против гастролирующих пакистанцев. Его наивысший результат в сезоне и карьере на тот момент был достигнут в финальной игре — он набрал 132 очка в дождливом матче против Ланкашира. Его результаты на протяжении всего сезона убедили национальных селекторов включить его в состав Национальной академии, которая отправилась в зимнее турне по Австралии, где он продемонстрировал свои способности, набрав 177 очков в игре против австралийских коллег.
Он продолжил свою хорошую игру и в 2002 году, когда за счёт своей результативности получил приглашение сыграть за крикетный клуб «Мэрилебон» против команды Шри-Ланки. Он набрал 77 очков в ничейном матче, а позже в том же сезоне дебютировал в тестовом матче против Индии. Однако после своего дебюта в тестах он лишь однажды в том же году преодолел отметку 50. В следующем году он сохранил своё место в составе команды для участия в тестах против Зимбабве, несмотря на то, что в игре против студентов из Кембриджа он сделал всего один иннинг, набрав 129 очков. Однако после исключения из состава команды результаты Ки, казалось, улучшились: он сделал 140 очков в игре против Ноттингемшира, чтобы обеспечить победу Кента, и в течение оставшейся части сезона стабильно делал около 40 пробежек за иннинг.
В сезоне 2004 года Ки впервые вышел на пик формы, набрав в общей сложности 2486 пробежек во всех соревнованиях. В это число вошли «величественные» нот-аут 118 в матче открытия сезона против Глостершира, во время которого Ки не оставил противникам ни единого шанса. 2 июня он достиг рубежа в тысячу пробежек за сезон, что стало самой ранней датой достижения этого рубежа с 1978 года, и продолжил серию, включавшую пять сотен в семи иннингах. Затем он был вызван в состав сборной Англии на серию против Вест-Индии, где Ки сыграл два ключевых иннинга: 221 на Лордсе и второй иннинг нот-аут 93, выиграв третий тест для Англии. После этой серии Ки вернулся на домашнюю арену и завершил сезон двумя очередными победами: 131 в играх против Нортгемптоншира и Мидлсекса.
После зимней международной серии в Южной Африке Ки вернулся к домашней игре в составе команды «Кент». Хотя сезон не был столь успешным, как в предыдущем году, он всё равно набрал более 1500 пробежек. В том числе он набрал две сотни в одном матче против «Суррея», во втором из которых он разделил с Мартином ван Яарсвельдом рекордное для команды графства количество очков за партнёрство на третьей калитке — 323. В конце сезона Ки был назначен новым капитаном команды графства Кент после отставки Дэвида Фултона, и эту роль он взял на себя, чтобы повысить свои шансы на возвращение в сборную Англии.
В его первый сезон в качестве капитана его результаты ухудшились, о чём председатель совета директоров Кента по крикету, Грэм Джонсон, сказал в конце сезона: «Его преданность команде, вероятно, повлияла на его собственную форму». Тем не менее, он был назначен капитаном команды Ингленд А в матче против Пакистана и привёл Кент к пятому месту в высшей лиге чемпионата графства. В следующем сезоне Ки привёл команду Кента к серебряным медалям, вернувшись к своей лучшей форме. Он сделал восемь сотен и набрал в общей сложности 2267 пробежек во всех соревнованиях, а также привёл «Кент» к финалу Кубка Twenty20 2007 года, в котором «Кент» победил «Сассекс» и «Глостершир» и завоевал трофей. Однако позже Ки был признан виновным в «серьёзном несогласии с судьями» после своего спорного удаления в финале.
Он продолжал зарабатывать очки и в 2008 году в матче с гастролирующими новозеландцами он сделал нот-аут 178 и «прочно занял свое место в рейтинге тестов». После ухода Майкла Вогана с поста капитана сборной Англии, Ки рассматривался некоторыми СМИ как потенциальный кандидат на эту должность. Однако сезон закончился для Ки неудачно: под его капитанством «Кент» впервые опустился во второй эшелон Чемпионата графств, а Ки также был оштрафован на 1250 фунтов стерлингов за комментарии, которые он сделал по поводу решения комиссии ECB по питчу в августе.
Ки взял свою первую калитку в первоклассном крикете в заключительный день ничьей Кента с Нортгемптонширом в начале сезона 2009 года. В том сезоне он набрал 1209 пробежек, сделав четыре сотни, включая лучший в карьере 270*, при 50,37 пробежек за иннинг. Это был шестой раз, когда он преодолел отметку в тысячу пробежек за сезон. Он приблизился к тому, чтобы побить этот показатель в следующем сезоне, когда 17 мая 2010 года он набрал 261 пробежку в матче против Дарема. До этого матча он испытывал трудности с битой — его средний показатель в чемпионате графств составлял всего 14,30.
Он объявил о своем уходе из игры 18 апреля 2016 года, сославшись на желание «не мешать молодым игрокам [пробиваться]» и сосредоточиться на тренерской работе и работе в Sky Sports в качестве телевизионного обозревателя.

## Международная карьера

### Индия в Англии, 2002
Ки дебютировал во втором тесте против Индии в 2002 году, заменив Маркуса Трескотика, который сломал большой палец. Председатель отборочной комиссии, Дэвид Грейвени, сказал, что Ки был выбран из-за его «выдающихся результатов за Кент после посещения Национальной академии» зимой. Начав игру в паре с Майклом Воганом, Ки сделал 17 пробежек в своей единственной подаче, после чего был выбит Ашишем Нехрой. Оставшись в составе на третий тест, Ки сделал 30 ранов в первом иннинге и 34 во втором, когда Англия потерпела поражение с разницей в один иннинг. Однако его выступление было омрачено тем, что он отбил на три кэтча. Ки был снят с четвёртого и последнего теста, и его заменил Трескотик, который поспешил вернуться после травмы.

### Англия в Австралии, 2002/03
После успехов в домашнем крикете и многообещающих результатов, показанных в предыдущих выступлениях на тестах, Ки был выбран в состав команды для игры с Австралией. Несмотря на хорошую игру в матче против команды ACB Chairman’s XI, в котором он набрал 68 очков, он не был выбран для участия в первом тесте, вместо этого он выступал в качестве двенадцатого игрока. В итоге он играл на поле больше времени, чем он мог себе представить, после того как Саймон Джонс порвал связки колена во время игры на поле, и больше не принимал участия в матче.
Вернувшись в состав на второй тест вместо травмированного Джона Кроули, сразу после обеденного перерыва Ки сделал одну единственную пробежку в первом иннинге, играя под номером три, после чего мяч был пойман Шейном Уорном. Во втором иннинге, когда его опередили Марк Батчер и Нассер Хуссейн, он снова сделал всего один удар, после чего мяч был пойман Энди Бичелом.
В третьем матче, проходившем на поле WACA в Перте, Ки выступил лучше. На поле с «исключительным отскоком и темпом» Ки был единственным английским бэтсменом, которому удалось сохранить свою калитку в неприкосновенности в течение длительного периода времени. Он пассивно отбивал, набрав 47 очков, что стало самым высоким показателем за весь иннинг. Затем он поймал мяч Бретта Ли, а затем оказал Хусейну «мощную поддержку», набрав 23 очка. Англия проиграла тестовый матч с разницей в один иннинг и 48 пробежек, что обеспечило Австралии сохранение кубка «Эшес».
После перерыва в первой части однодневных матчей VB Series Англия переехала в Мельбурн для проведения четвёртого теста. К несчастью для Ки, он попал на удочку в первом иннинге, поставив ногу перед калиткой (lbw) на втором мяче от быстрого боулера, Бретта Ли. Когда Англия вышла вперед, Ки сделал дебютный 50 мяч, чтобы Австралия снова была вынуждена биться. В конце концов, он выбыл сразу после того, как был подан новый мяч, пойманный на втором слипе при счёте в 52 очка.
В последнем тесте, проходившем на «Сидней Крикет Граунд», Англия пыталась избежать поражения всухую. Ки сделал три пробежки в первом иннинге Англии, после чего выбыл на безобидном хав-волле от Стива Во, игравшего в своем последнем тесте Ashes. В последнем иннинге тура он сделал 14 пробежек, после чего был пойман на мидвикете, однако к тому моменту Англия имела на счету почти 350 пробежек и была готова к утешительной победе. В издании Wisden Cricketers' Almanack за 2004 год было сказано, что Ки «оправдал свой выбор, опередив более опытного игрока, такого как Марк Рампракаш, но не закрепил свое место».

### Зимбабве и Южная Африка в Англии, 2003
Несмотря на малорезультативное начало английского крикетного сезона 2003 года, в котором он только один раз в первых семи подачах перевалил за 40, Ки сохранил своё место в составе команды для участия в тестах в гостях у зимбабвийцев. Играя под пятым номером в обоих тестах, Ки не смог оказать значительного влияния, набрав 18 очков в первом матче и четыре во втором. У него были причины чувствовать себя обиженным из-за своего выбывания в первом тесте — ампайр Стив Бакнор признал его мяч пойманным сзади, несмотря на то, что Ки не попал по мячу.
Его включение в состав команды для участия в турнире One Day International (ODI) на следующей серии NatWest против Зимбабве и ЮАР объясняется скорее отсутствием свободных игроков, чем его собственной формой; он лишь однажды перевалил за 40. Ки дебютировал в ODI против Зимбабве в матче открытия турнира; он набрал 11 очков, а затем попал под левосторонний спин Рэя Прайса. Ки сыграл ещё только один матч в этой серии; против ЮАР он выбыл, сделав «дикий замах» по первому мячу, полученному от Махая Нтини. После выхода Англии в финал турнира Ки был исключён из состава «для того, чтобы получить некоторую игровую практику в более длинной форме игры перед серией тестов» против ЮАР. Однако в этой серии Ки не появился.

### Вест-Индия в Англии, 2004
Ки вернулся в состав команды для участия в тестовых матчах после отличного начала сезона 2004 года. Он сделал 1000 пробежек за сезон к 2 июня, что стало самым ранним сроком достижения этого рубежа за 16 лет, и имел пять сотен очков в семи иннингах. Однако его форма в крикете с ограниченными оверами была не столь хороша — за весь сезон он преодолел отметку в пятьдесят очков лишь однажды. Несмотря на это, он был вызван в команду для участия в серии NatWest против Вест-Индии и Новой Зеландии.
Серия Ки началась с пятого матча турнира, против Вест-Индии в Хедлингли. Когда Англия набрала 160 очков, Ки вышел на поле, но набрал всего шесть очков, после чего его выбил Дуэйн Браво. Единственный раз он вышел на поле против Новой Зеландии в конце группового этапа — Ки набрал 18 очков и хорошо играл, пока его мяч не был пойман за спиной.
Его место в составе команды было обеспечено после того, как Марк Батчер выбыл из игры, получив удар сзади в автоаварии и хлыстовую травму. Ки воспользовался возможностью, продвигаясь к дебютной сотне в тестах. Wisden описал это как «мощное ведение и рывок». Его мяч соперники уронили дважды — Крис Гейл не смог парировать Ки на 16, а Девон Смит не смог выбить его при счёте 58. Ки сохранял концентрацию на протяжении всего матча, даже после встречи с королевой на презентации во время перерыва на чай. Он достиг своей сотни, пробив боулинг Фиделя Эдвардса за границы поля, и к концу первого дня набрал 167 очков нот-аут. Во второй день он продолжил позитивную игру и сделал свою вторую сотню с помощью четырёх ударов в сторону Педро Коллинза. В итоге он выбыл из игры, когда «отбил широкий мяч Брайану Ларе в заднюю точку», набрав 221 очко. Во втором иннинге он был выбит (Ран-аут) своим капитаном, Майклом Воганом, который набрал свою вторую сотню в матче.
Во втором тесте Ки испытывал трудности в коридоре неопределенности, что было отмечено Коллинзом, который несколько раз отбивал подачу, прежде чем найти способ его выбить. Его второй иннинг продолжался всего семь мячей, прежде чем Ки «отбил простой мяч в мид-он», заработав всего четыре очка.
Самый ценный иннинг Ки, по мнению Wisden, пришёлся на третий тест. Несмотря на то, что в первом иннинге он набрал всего шесть очков, Ки вышел на поле во втором иннинге, когда Англии требовалось набрать ещё 216 очков, чтобы повести в серии со счетом 3-0. Изначально играя вместе с Майклом Воганом, а затем с Эндрю Флинтоффом, Ки сделал 93 удара, чтобы привести Англию к цели, что стало рекордным результатом четвёртого иннинга для победы в тесте на Олд Траффорд. Его серия завершилась, когда он сделал десять пробежек и принёс победу сборной Англии в последнем тесте с разницей в десять калиток.
Выступления Ки в серии и его домашние результаты принесли ему признание — он был назван одним из пяти крикетистов года по версии Wisden в издании 2005 года.

### Англия в Южной Африке, 2004/05
После выступления во время серии против Вест-Индии Ки был взят в сборную Англии для участия в турне по Южной Африке в период межсезонья. Однако, после возвращения Марка Батчера в команду после травмы, Ки потерял своё место. Это произошло несмотря на то, что он набрал 87 очков в разминочной игре против команды Ники Оппенгеймера XI, в которой Батчер набрал всего шесть очков. Вернувшись в команду для участия в третьем тесте после того, как Батчер получил травму запястья, Ки сделал «утку» в первой подаче, а затем «решительно защищался», набрав 41 очко до того, как его поставил в тупик Ники Бойе.
В четвёртом тесте, проходившем на стадионе «Уондерерс», Ки набрал 83 очка в партнёрстве с Эндрю Штраусом (182), которое Wisden назвал «жёсткой поддержкой Ки». Во втором иннинге он добавил ещё восемнадцать очков к своему игровому счёту, и этот вклад помог Англии одержать окончательную победу. В финальном тесте оба иннинга закончились вничью из-за дождя, и оба раза Ки был выбит Шоном Поллоком.

### ICC World Twenty20
Ки ненадолго вернулся в международный крикет на соревнованиях ICC World Twenty20 в 2009 году, сыграв свой единственный матч Twenty20 International против Нидерландов во время турнира в качестве замены травмированного Кевина Питерсена. Он сделал 10 нот-аутов с восьми мячей в матче, в котором Нидерланды победили с последним мячом.

## Карьерные рекорды и статистика

### Тестовые матчи
Рекорды:
- Рекорд партнёрства на второй калитке на стадионе Lord’s Cricket Ground: 291 с Эндрю Штраусом[англ.], 2004 год, матч против Вест-Индии[65]
- Рекорд партнёрства на второй калитке на стадионе Уондерерс[англ.]: 182 с Эндрю Штраусом, 2004/05, матч против Южной Африки[66]

Тестовые сотни:
| Тестовые «сотни» Роберта Ки | Тестовые «сотни» Роберта Ки | Тестовые «сотни» Роберта Ки | Тестовые «сотни» Роберта Ки | Тестовые «сотни» Роберта Ки | Тестовые «сотни» Роберта Ки | Тестовые «сотни» Роберта Ки |
|                             | Пробежки                    | Матч                        | Против                      | Город/Страна                | Стадион                     | Год                         |
| --------------------------- | --------------------------- | --------------------------- | --------------------------- | --------------------------- | --------------------------- | --------------------------- |
| [1]                         | 221                         | 9                           | Вест-Индия                  | Лондон, Англия              | Lord's Cricket Ground       | 2004                        |

Карьерные достижения:
| Статистические данные верны по состоянию на 20 июня 2008 года. Источник: | Статистические данные верны по состоянию на 20 июня 2008 года. Источник: | Бэттинг  | Бэттинг | Бэттинг     | Бэттинг  | Боулинг  | Боулинг | Боулинг | Боулинг       |
| Соперники                                                                | Матчи                                                                    | Пробежки | Средний | Высший балл | 100 / 50 | Пробежки | Калитки | Средний | Лучший (инны) |
| ------------------------------------------------------------------------ | ------------------------------------------------------------------------ | -------- | ------- | ----------- | -------- | -------- | ------- | ------- | ------------- |
| Австралия                                                                | 4                                                                        | 141      | 17.63   | 52          | 0 / 1    | -        | -       | -       | -             |
| Индия                                                                    | 2                                                                        | 81       | 27.00   | 34          | 0 / 0    | -        | -       | -       | -             |
| Южная Африка                                                             | 3                                                                        | 153      | 25.50   | 83          | 0 / 1    | -        | -       | -       | -             |
| Вест-Индия                                                               | 4                                                                        | 378      | 63.00   | 221         | 1 / 1    | -        | -       | -       | -             |
| Зимбабве                                                                 | 2                                                                        | 22       | 11.00   | 18          | 0 / 0    | -        | -       | -       | -             |

### Однодневные международные матчи
Карьерные достижения:
| Статистические данные верны по состоянию на 20 июня 2008 года. Источник: | Статистические данные верны по состоянию на 20 июня 2008 года. Источник: | Бэттинг  | Бэттинг | Бэттинг     | Бэттинг  | Боулинг  | Боулинг | Боулинг | Боулинг       |
| Соперники                                                                | Матчи                                                                    | Пробежки | Средний | Высший балл | 100 / 50 | Пробежки | Калитки | Средний | Лучший (инны) |
| ------------------------------------------------------------------------ | ------------------------------------------------------------------------ | -------- | ------- | ----------- | -------- | -------- | ------- | ------- | ------------- |
| Новая Зеландия                                                           | 1                                                                        | 18       | 18.00   | 18          | 0 / 0    | -        | -       | -       | -             |
| Южная Африка                                                             | 1                                                                        | 0        | 0.00    | 0           | 0 / 0    | -        | -       | -       | -             |
| Вест-Индия                                                               | 2                                                                        | 25       | 12.50   | 19          | 0 / 0    | -        | -       | -       | -             |
| Зимбабве                                                                 | 1                                                                        | 11       | 11.00   | 11          | 0 / 0    | -        | -       | -       | -             |

### Лучшие выступления за карьеру
|              | Бэттинг     | Бэттинг             | Бэттинг        | Бэттинг | Боулинг (иннинги) | Боулинг (иннинги) | Боулинг (иннинги) | Боулинг (иннинги) |
|              | Очки        | Матч                | Стадион        | Сезон   | Счёт              | Матч              | Стадион           | Сезон             |
| ------------ | ----------- | ------------------- | -------------- | ------- | ----------------- | ----------------- | ----------------- | ----------------- |
| Тест         | 221         | Англия v Вест-Индия | Lord's         | 2004    | -                 |                   |                   |                   |
| ODI          | 19          | Англия v Вест-Индия | Lord's         | 2004    | -                 |                   |                   |                   |
| T20I         | 10 Нот-аут  | Англия v Нидерланды | Lord's         | 2009    | -                 |                   |                   |                   |
| Первый класс | 270 нот-аут | Кент v Гламорган    | Кардифф        | 2009    | 2/31              | Кент v Сомерсет   | Кентербери        | 2010              |
| Список A     | 144 нот-аут | Кент v Нидерланды   | Танбридж Уэллс | 2013    | -                 |                   |                   |                   |
| T20          | 98 нот-аут  | Кент v Sussex       | Хов            | 2010    | -                 |                   |                   |                   |